# Fathi Ali Abdel Rahman
Fathi Abdel Rahman (ur. 16 kwietnia 1932 w Kairze) – egipski bokser.
Reprezentował Egipt na Letnich Igrzyskach Olimpijskich w 1952 roku, przegrywając w pierwszym pojedynku z Żorże Isabekiem.